# Матюнин, Виктор Артемьевич
Ви́ктор Арте́мьевич Матю́нин (1911, Чита — 23 ноября 1941) — советский лётчик-истребитель, командир 513-го истребительного авиаполка ВВС 52-й армии, майор. Участник войны в Испании, на Халхин-Голе и Великой Отечественной войны.

## Биография
Родился в семье железнодорожника (революционера) Артёма Алексеевича Матюнина. После окончания школы работал слесарем на Читинском паровозоремонтном заводе.
В 1931 году поступил в институт; через год в числе группы студентов был призван в Красную Армию и направлен на учёбу в военное училище лётчиков. С июня 1934 г. — командир авиазвена 34-й истребительной авиационной эскадрильи 56-го истребительной авиационной бригады (Киевский военный округ). Лейтенант (1936).
С 20.10.1936 по 27.3.1937 участвовал в гражданской войне в Испании. Под псевдонимом «Педро» был пилотом И-15; за этот период сбил 6 самолётов (Не-51, Не-59, Fiat-32) противника (2 лично и 4 в группе). За боевые заслуги дважды был награждён орденом «Красное Знамя». С 1937 г. в звании капитана служил в Забайкальском военном округе.
С 8 июля 1939 г. в составе 70-го истребительного авиаполка участвовал в боях в районе реки Халхин-Гол Монгольской Народной Республики. Совершил 15 боевых вылетов, участвовал в 7 воздушных боях, сбил 1 истребитель Ki-27. Был представлен к званию Героя Советского Союза, но награждён третьим орденом Красного Знамени.
22 июня 1939 года участвовал в крупнейшем воздушном бою, в котором сражались только опытные советские летчики — истребители. 120 японских самолетов, поднятые с аэродромов в Маньчжурии, были встречены 95 советскими истребителями. На высоте от 2000 до 4000 метров завязался воздушный бой, определяемый обычно летчиками как «свалка в воздухе». Бой продолжался в течение двух с половиной часов, был сбит 31 японский самолет.
В 1939 г. — майор, с декабря 1939 г. — командир 32-го истребительного авиаполка. С марта по сентябрь 1941 года командовал 274-м истребительным авиационным полком. С сентября 1941 года — командир 513-го истребительного авиаполка; с октября 1941 г. — в составе ВВС 52-й армии.
Погиб 23 ноября 1941 года при выполнении разведки погоды из-за ошибки в технике пилотирования. Похоронен на станции Веребье (Маловишерский район, Новгородская область).

## Награды
- орден Красной Звезды (25.5.1936) — за успехи в боевой и политической подготовке
- 3 ордена Красного Знамени (2.1.1937, 17.7.1937, 17.11.1939).